# Ernst Jean-Joseph
Ernst Jean-Joseph ou Ernest Jean-Joseph est un footballeur puis entraîneur haïtien né le 11 juin 1948 à Cap-Haïtien et mort le 14 août 2020. Il évoluait au poste de défenseur durant les années 1970 au Violette AC et au Sting de Chicago.
International haïtien, il dispute la Coupe du monde 1974 où il est le premier joueur de l'histoire de la compétition à être convaincu de dopage.

## Biographie
Ernest Jean-Joseph commence le football au sein de l'association sportive capoise avant de rejoindre en 1969 le Violette AC. Il est sélectionné en équipe nationale haïtienne au début des années 1970. Il dispute avec ses coéquipiers la Coupe du monde 1974 où, après la première rencontre face à l'Italie, il est convaincu de dopage à un produit utilisé pour lutter contre l'asthme. Il est alors rapatrié sans ménagement à Haïti par les officiels de son pays.
En 1978, il rejoint le Sting de Chicago, club de NASL où il dispute neuf rencontres. Il retourne ensuite à Haïti où il retrouve le Violette AC. Il devient ensuite entraîneur adjoint de cette équipe.
Il meurt d'une crise cardiaque à son domicile le 14 août 2020 au matin à l'âge de 72 ans,.

## Palmarès
International haïtien, il dispute 14 rencontres éliminatoires de Coupe du monde entre 1972 et 1980.